# Santuari de Lourdes (Prats de Lluçanès)
Santuari de Lourdes és una església eclèctica de Prats de Lluçanès (Osona) inclosa a l'Inventari del Patrimoni Arquitectònic de Catalunya.

## Descripció
Santuari situat dalt de la serra que limita la vall de la riera de Gabarresa, dominant l'extens panorama. Té una planta de creu llatina. L'absis és semicircular i a la zona del creuer s'eleva una torre de secció poligonal. Té atri i un campanar de dues obertures d'arc de mig punt. Està totalment pintat de blanc.

## Història
El santuari fou erigit l'any 1881-1882 i consagrat el 1885 pel bisbe de Vic, Josep Morgades i Gili. El 1958 fou ampliat amb un nou atri i el campanar de la mà de Josep Maria Pericas.
Des de l'any 1959 s'hi celebra anualment una concentració de malalts que venen a visitar la verge. Inicialment era el segon o tercer diumenge de maig i actualment és el quart diumenge d'agost. Després de la missa hi ha un dinar de germanor amb actuacions i a la tarda es fa una pregària.